# Betma
Betma é uma cidade e uma nagar panchayat no distrito de Indore, no estado indiano de Madhya Pradesh.

## Geografia
Betma está localizada a 22° 41′ N, 75° 37′ L. Tem uma altitude média de 541 metros (1774 pés).

## Demografia
Segundo o censo de 2001, Betma tinha uma população de 12 529 habitantes. Os indivíduos do sexo masculino constituem 51% da população e os do sexo feminino 49%. Betma tem uma taxa de literacia de 63%, superior à média nacional de 59,5%; com 59% para o sexo masculino e 41% para o sexo feminino. 17% da população está abaixo dos 6 anos de idade.